# Pidżyn chińsko-angielski
Pidżyn chińsko-angielski (ang. Chinese Pidgin English) – zmodyfikowana forma języka angielskiego, która rozwinęła się w XVIII w. jako język handlowy czy też lingua franca (wspólny język) między Chińczykami a użytkownikami języka angielskiego (Amerykanami i Brytyjczykami). Chiński pidżyn powstał w Kantonie po otwarciu tam w 1664 przez Brytyjczyków pierwszej placówki handlowej. Brytyjczycy uznali język chiński za niezwykle trudny, natomiast Chińczycy mieli o języku angielskim niepochlebne zdanie i uważali jego naukę za coś poniżającego. Chiński pidżyn stworzony został przez Brytyjczyków oraz przyjęty przez Chińczyków w celach handlowych (powszechnie uważa się, że termin pidgin jest zniekształconą formą angielskiego słowa business) i był używany prawie do końca XIX wieku.
Chiński pidżyn zbudowano z około 700 słów angielskich z niewielkim dodatkiem słów pochodzących z innych języków. Gramatyka i składnia są bardzo proste i opierają się na pozycji słowa w zdaniu. Oznacza to, że kategorie gramatyczne wskazywane są raczej przez pozycję wyrazu w zdaniu niż końcówki fleksyjne.